# Teufelskrallen
Teufelskrallen (Phyteuma) bilden eine Pflanzengattung in der Familie der Glockenblumengewächse (Campanulaceae). Der deutschsprachige Trivialname Teufelskralle bezieht sich auf die Form der Einzelblüten.

## Beschreibung

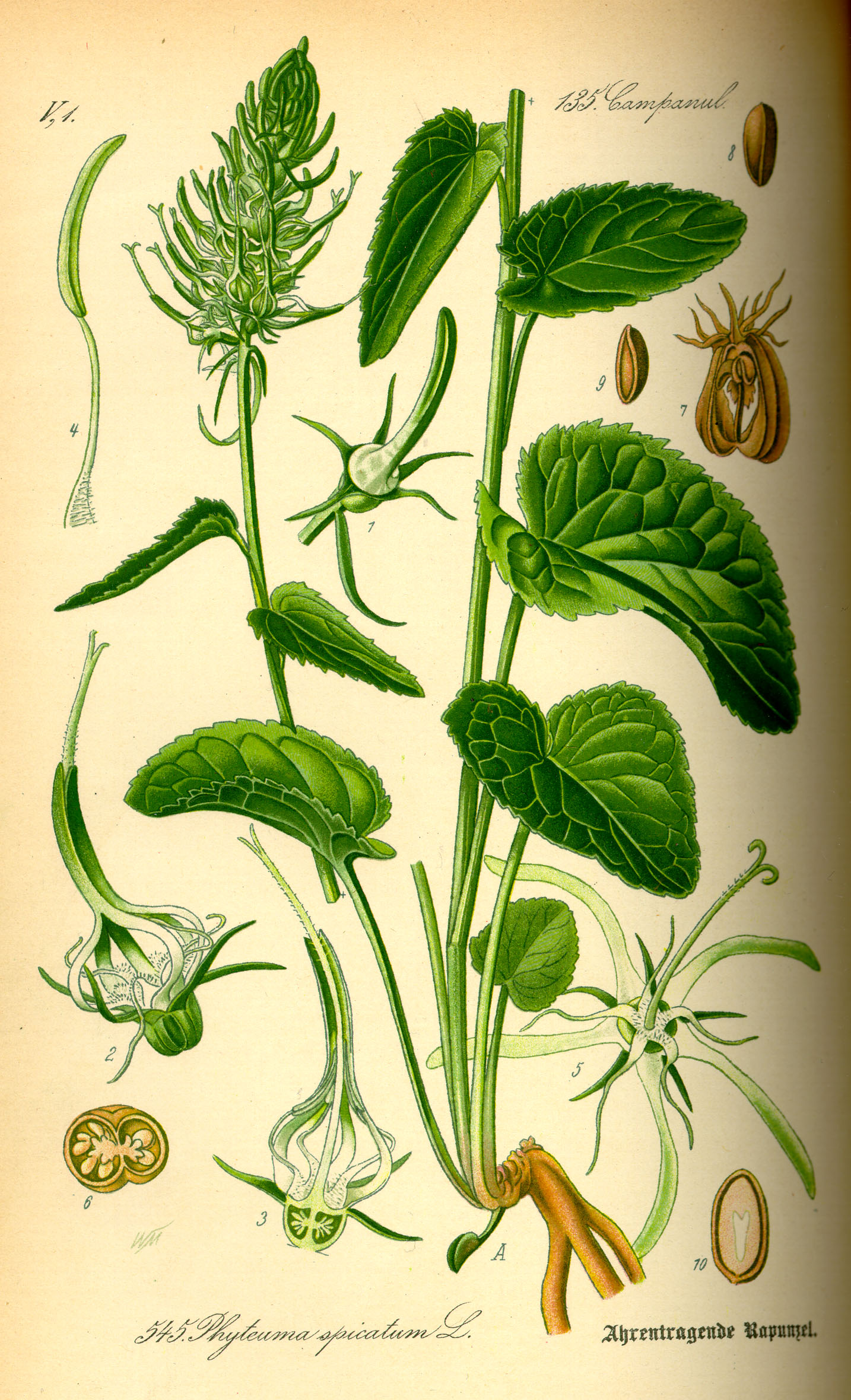
Illustration der Ährigen Teufelskralle (Phyteuma spicatum)

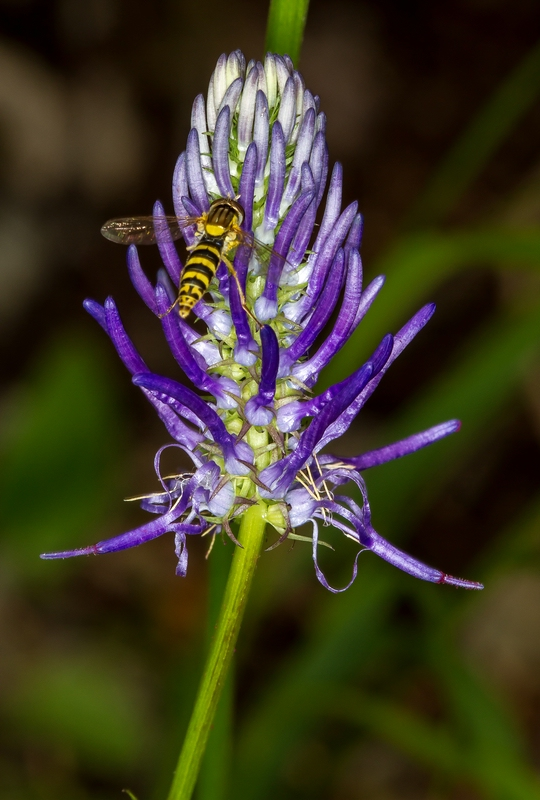
Blütenstand der Steirischen Teufelskralle (Phyteuma persicifolium)

### Vegetative Merkmale
Phyteuma-Arten wachsen als ausdauernde krautige Pflanzen. Ihre rübenartig verdickte Hauptwurzel ist fleischig. Die kahle Stängel sind unverzweigt und beblättert.
Die wechselständig angeordneten Laubblätter sind ungeteilt. Nebenblätter fehlen.

### Generative Merkmale
Die sitzenden oder fast sitzenden Blüten der Phyteuma-Arten sind in endständigen, dichtem, kopfigen oder ährigen Blütenständen angeordnet und von Hüllblättern umgeben. Die Blüten stehen einzeln in der Achsel von Deckblättern.
Die zwittrigen Blüten sind radiärsymmetrisch und selten vier- oder meist fünfzählig mit doppelter Blütenhülle. Die meist fünf Kelchblätter sind schmal lanzettlich. Die meist fünf Kronblätter sind nur kurz verwachsen. Die Kronröhre ist schmal. Die Kronzipfel sind schmal linealisch und anfangs im oberen Drittel zusammenhängend, später getrennt. Es ist ein Kreis mit meist fünf freien Staubblättern vorhanden. Die Staubfäden sind an ihrer Basis stark verbreitert. Der unterständige Fruchtknoten ist zwei- oder dreikammerig. Der behaarte Griffel endet in meist zwei oder drei, selten vier spreizenden, zuletzt zurückgerollten, fadenförmigen Narben.
Die kugelförmigen Kapselfrüchte öffnen sich mit zwei oder drei Poren nahe der Mitte.
Die Chromosomengrundzahlen betragen n = 11, 12, 13 oder 14.

## Ökologie
Die kleinen Einzelblüten sind zu einem auffälligen Blütenstand vereinigt, um die Schauwirkung auf Insekten zu verstärken, ein blütenbiologischer Effekt.

## Vorkommen
Die Gattung Phyteuma ist auf Europa beschränkt und hauptsächlich in Gebirgen in Höhenlagen oberhalb von 600 Metern anzutreffen. Nur Phyteuma charmelii kommt auch außerhalb Europas in Marokko vor.

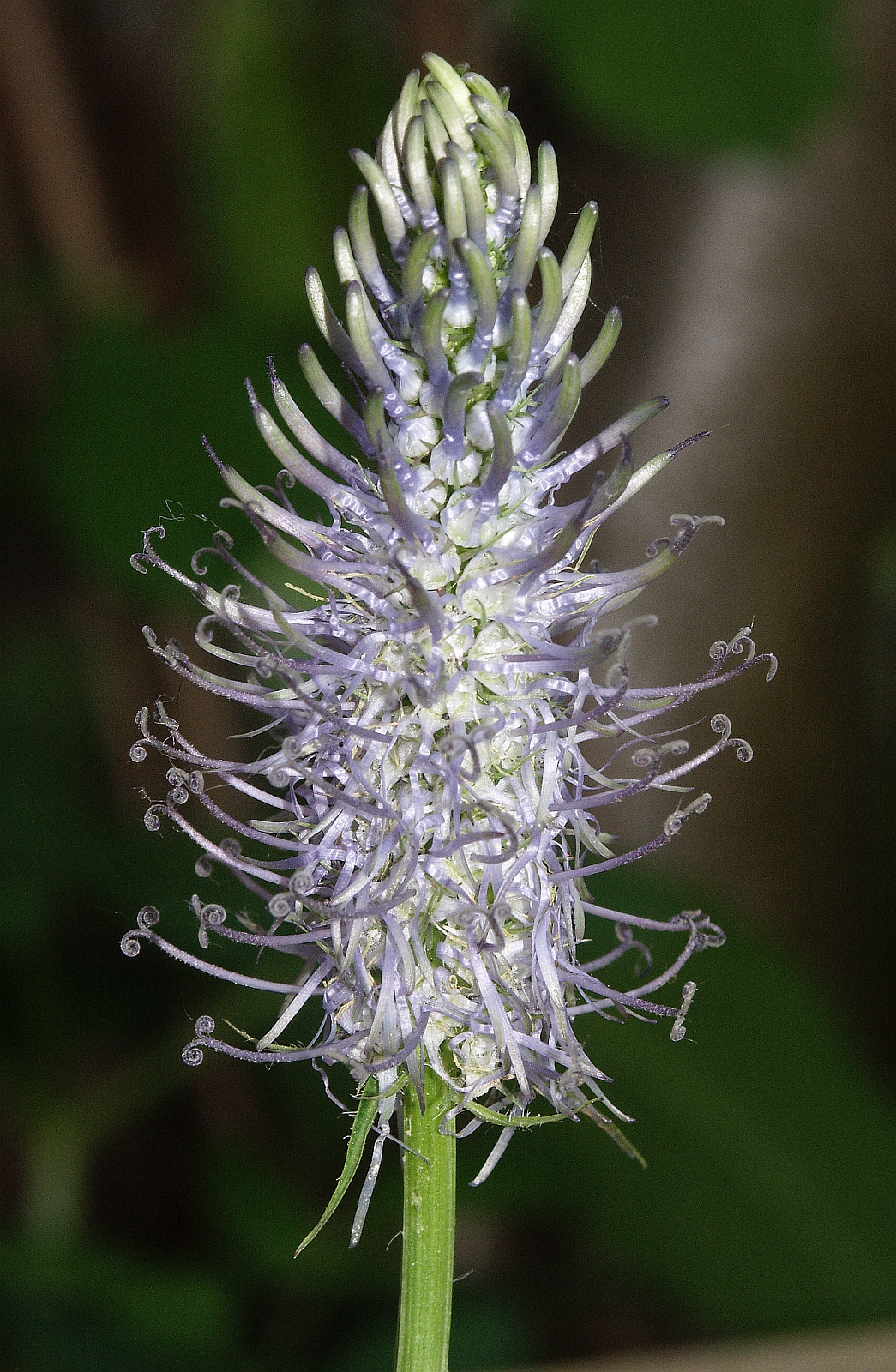
Phyteuma ×adulterinum, Naturhybride von Phyteuma nigrum und Phyteuma spicatum

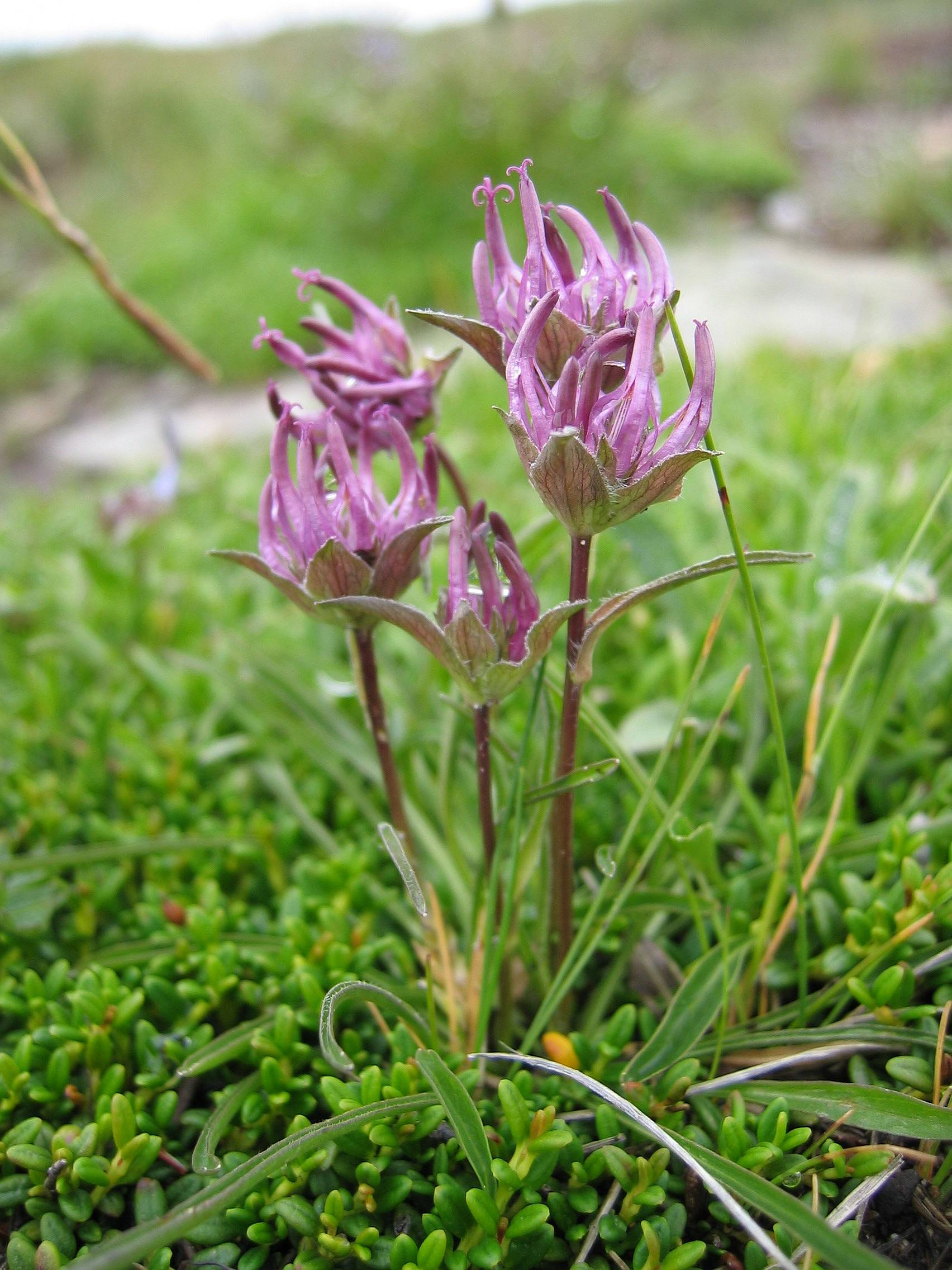
Zwerg-Teufelskralle (Phyteuma confusum)

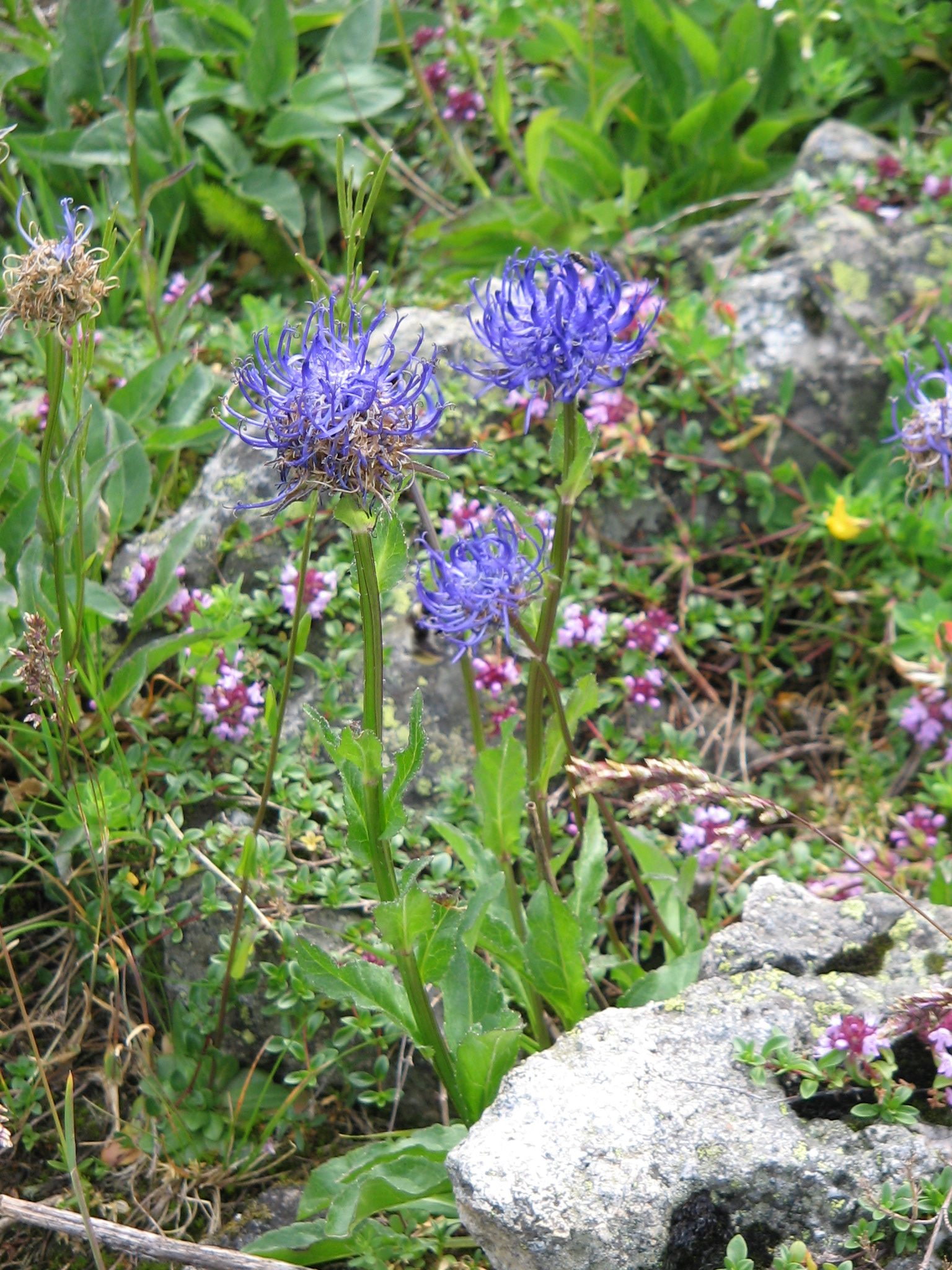
Phyteuma michelii

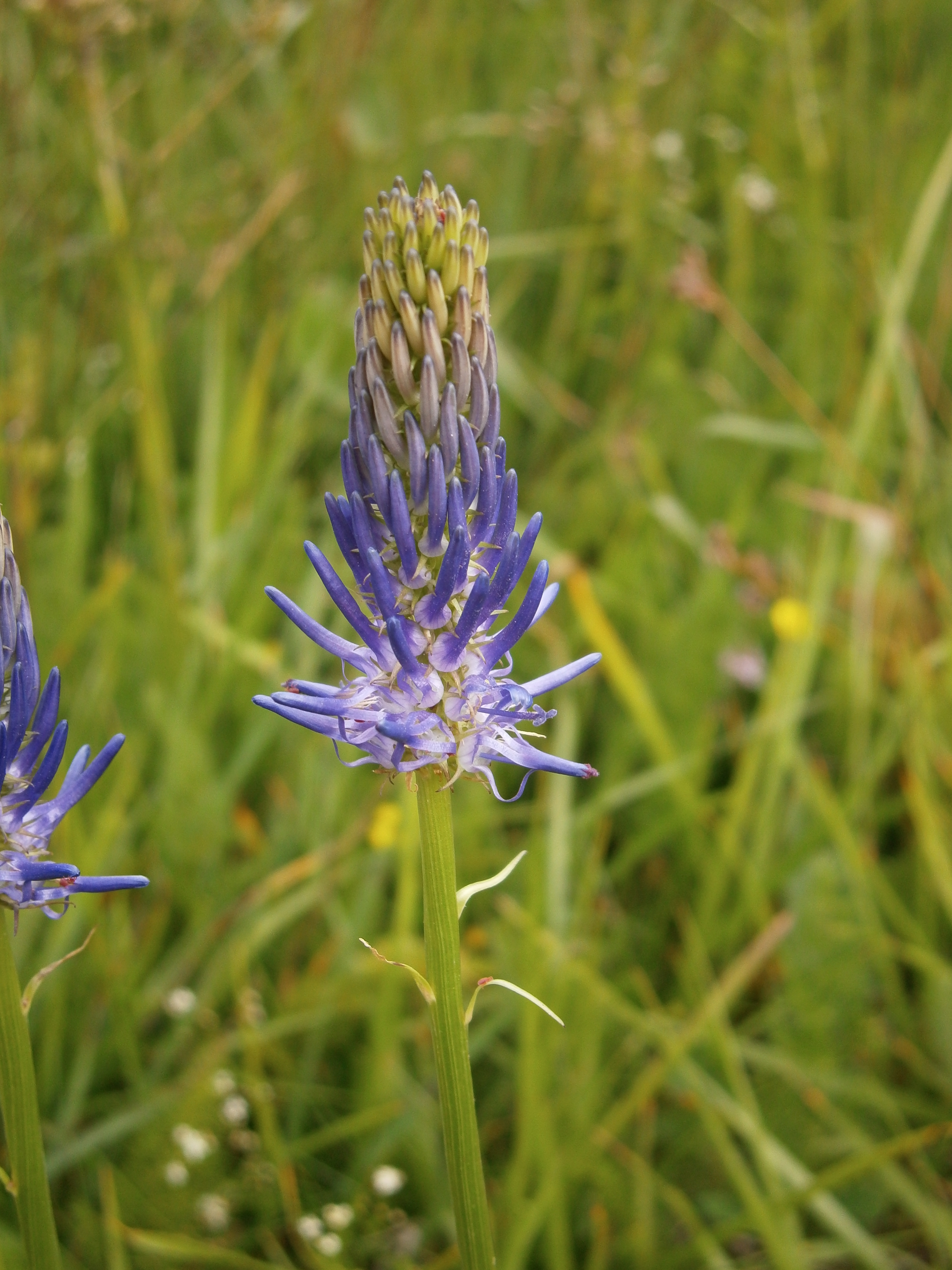
Schwarzwurzelblättrige Teufelskralle (Phyteuma scorzonerifolium)

## Systematik
Die Gattung Phyteuma wurde durch Carl von Linné aufgestellt. Der botanische Gattungsname Phyteuma stammt vom griechischen Wort Phyteuo für Pflanze. Ein Synonym für Phyteuma L. ist Rapunculus Mill.
Einige Arten wie die Ährige Teufelskralle (Phyteuma spicatum) zerfallen bei einigen Autoren in viele Unterarten. Bei allen blau- (bzw. schwarzviolett-)kronigen Arten kommen gelegentlich auch Individuen mit weißer Krone vor.
Es gibt in der Gattung Phyteuma etwa 26 Arten und Naturhybriden:
- Phyteuma ×adulterinum Wallr.: Diese Hybride aus Phyteuma nigrum × Phyteuma spicatum ist in Mitteleuropa verbreitet.[3]
- Ziestblättrige Teufelskralle (Phyteuma betonicifolium) Vill.: Es gibt zwei Unterarten:[3]
  - Phyteuma betonicifolium subsp. betonicifolium: Sie gedeiht in den Alpen von Frankreich, Italien, Deutschland, Schweiz, Österreich und im früheren Jugoslawien.[3]
  - Phyteuma betonicifolium subsp. scaposum (Rich.Schulz) Pignatti: Sie kommt in den Alpen von Frankreich, Italien, der Schweiz und Österreich vor.[3]
- Phyteuma charmelii Vill.: Sie kommt in Marokko und von Spanien über Frankreich bis zum nördlichen sowie südlichen-zentralen Italien vor.[3]
- Zwerg-Teufelskralle, Zungenblatt-Teufelskralle (Phyteuma confusum) A.Kern.: Sie kommt von Österreich bis zur nördlichen Balkanhalbinsel mit dem früheren Jugoslawien, Albanien, Bulgarien und Rumänien vor.[3]
- Phyteuma cordatum Balb.: Sie kommt vom südöstlichen Frankreich bis zum nordöstlichen Italien vor.[3]
- Phyteuma gallicum Rich.Schulz: Sie kommt im südlich-zentralen Frankreich vor.[3]
- Kugelblumenblättrige Teufelskralle (Phyteuma globulariifolium) Sternb. & Hoppe
- Rätische Teufelskralle (Phyteuma hedraianthifolium) Rich.Schulz: Sie kommt von der Schweiz bis ins nördliche Italien vor.[3]
- Halbkugelige Teufelskralle (Phyteuma hemisphaericum L.): Sie kommt von Spanien über Frankreich, Deutschland, westlichen Österreich und die Schweiz bis Italien vor.[3]
- Niedrige Teufelskralle (Phyteuma humile) Schleich. ex Murith
- Phyteuma ×huteri Murr: Diese Hybride aus Phyteuma betonicifolium × Phyteuma ovatum kommt in Österreich in den Alpen vor.[3]
- Phyteuma michelii All.: Sie kommt vom südöstlichen Frankreich bis ins nördliche Italien vor.[3]
- Schwarze Teufelskralle (Phyteuma nigrum) F.W.Schmidt
- Phyteuma ×obornyanum Hayek: Diese Hybride aus Phyteuma confusum × Phyteuma globulariifolium kommt nur in Österreich in den Alpen vor.[3]
- Phyteuma ×orbiculariforme Domin: Diese Hybride aus Phyteuma nigrum × Phyteuma orbiculare kommt in Tschechien vor.[3]
- Kugelige Teufelskralle (Phyteuma orbiculare) L.
- Hallers Teufelskralle (Phyteuma ovatum) Honck.: Mit zwei Unterarten:
  - Phyteuma ovatum subsp. ovatum: Sie kommt von den Pyrenäen bis zu den Alpen vor.[3]
  - Phyteuma ovatum subsp. pseudospicatum Pignatti: Sie kommt nur im nördlichen Italien vor.[3]
- Steirische Teufelskralle (Phyteuma persicifolium) Hoppe: Sie kommt im nördlichen Italien, in Österreich und in Slowenien vor.[3]
- Phyteuma ×pyrenaeum Sennen: Diese Hybride aus Phyteuma ovatum × Phyteuma spicatum gedeiht in den Pyrenäen.[3]
- Phyteuma rupicola Braun-Blanq.: Sie kommt nur in den östlichen Pyrenäen vor.[3]
- Scheuchzer-Teufelskralle (Phyteuma scheuchzeri) All.: Es gibt zwei Unterarten:
  - Phyteuma scheuchzeri subsp. columnae (E.Thomas) Bech.: Sie kommt in den Südalpen und im nördlichen Apennin vor.[3]
  - Phyteuma scheuchzeri subsp. scheuchzeri: Sie kommt in den Südalpen von Frankreich, Italien und der Schweiz vor.[3]
- Schwarzwurzelblättrige Teufelskralle (Phyteuma scorzonerifolium) Vill.: Sie kommt in den Südalpen und im nördlichen Apennin vor.[3]
- Phyteuma serratum Viv.: Dieser Endemit kommt nur in Korsika vor.[3]
- Sieber-Teufelskralle (Phyteuma sieberi) Spreng.: Sie kommt in den Südalpen von Italien, Österreich und den früheren Jugoslawien vor.[3]
- Ährige Teufelskralle (Phyteuma spicatum) L.
- Phyteuma tetramerum Schur: Sie kommt in den östlichen und südlichen Karpaten vor.[3]
- Phyteuma vagneri A.Kern.: Sie kommt nur in den östlichen und südlichen Karpaten vor.[3]

Nicht mehr zur Gattung Phyteuma gehört die Schopfige Teufelskralle (Phyteuma comosum L.), jetzt die einzige Art der Gattung Physoplexis Schur, Physoplexis comosa (L.) Schur.
Überhaupt nicht nahe verwandt ist die Afrikanische Teufelskralle (Harpagophytum procumbens DC. ex Meisn.); sie gehört zu den Sesamgewächsen (Pedaliaceae). Auch die Gattungen Proboscidea sowie Ibicella bzw. die Art Ibicella lutea innerhalb der Familie Gemsenhorngewächse (Martyniaceae) werden als „Teufelskralle“ bezeichnet.